# Agon (Stravinsky)
Pour les articles homonymes, voir Agon.
Agon est un ballet pour douze danseurs, fruit de la collaboration entre le chorégraphe George Balanchine et le compositeur Igor Stravinsky.
Il marque les esprits lors de sa création en 1957 par son aspect avant-gardiste. Le pas-de-deux créé pour Arthur Mitchell et Diana Adams, soit un danseur noir et une danseuse blanche, fait scandale.

## Création
Le titre du ballet, Agon, est un mot grec qui signifie « concours », « protagoniste » mais aussi « angoisse » ou « lutte ». Stravinsky et Balanchine envisagent un troisième volet pour compléter leurs ballets « grecs » Apollon musagète et Orpheus. Il n'en reste finalement que l'idée d'une compétition mise en danse.
La création mondiale a lieu au City Center de New York le 1er décembre 1957 par le New York City Ballet avec dans les principaux rôles Diana Adams, Melissa Hayden, Todd Bollender (en) et Arthur Mitchell. La direction d'orchestre est assurée par Leon Barzin, les éclairages sont de Nananne Porcher. La durée d'exécution est d'environ 20 minutes.
Le ballet, d'une grande modernité, souvent déconcertant, marque le public présent. Marcel Duchamp fait référence au Sacre du Printemps auquel il assiste en 1913 pour évoquer l'intensité de son ressenti ; la critique du New York Times Arlene Croce dit ne pas en avoir dormi pendant une semaine.
George Balanchine crée le pas de deux spécialement pour Arthur Mitchell et Diana Adams. Dans une Amérique ségrégationniste, une partie importante du public est scandalisée de voir un duo mixte et la télévision refuse de diffuser ce pas de deux avant 1968 dans le Tonight Show.
| Image externe | |
|               | Diana Adams et Arthur Mitchell répétant devant George Balanchine et Igor Stravinsky pour le ballet Agon en 1957. |

Une version courte de Kenneth MacMillan est créée à Londres par le Royal Ballet en 1958 avec Anya Linden et David Blair.

## Analyse de l'œuvre
Les différents mouvements du ballet portent des noms de danse française, Stravinsky tirant son inspiration d'un recueil de cours de danse du XVIIe siècle.
- Pas de quatre ; Double pas de quatre ; Triple pas de quatre (Coda)
- Prélude
- Premier pas de trois : Sarabande ; Gaillarde ; Coda
- Interlude
- Second pas de trois : Branle simple ; Branle gai ; Branle de Poitou
- Interlude
- Pas de deux (Coda) ; Quatre duos ; Quatre trios[2]

## Instrumentation
- 3 flûtes, 3 hautbois, 3 clarinettes, 3 bassons, 4 cors, 4 trompettes, 3 trombones, percussion, timbales, piano, harpe, mandoline, xylophone, 22 premiers violons, 22 seconds violons, 18 altos, 14 violoncelles, 10 contrebasses.